# Federación Peruana de Voleibol
La Federación Peruana de Voleibol (FPV) es la máxima entidad de voleibol en el Perú, y le corresponde la representación internacional tanto de su selección como de su liga y todas sus divisiones de voleibol y voleibol playa. La FPV es una persona jurídica de derecho privado consolidada como asociación sin fines de lucro y se encuentra afiliada en la FIVB y en la CSV.
Fue fundada el 12 de mayo de 1942, como sucesora de la Liga Femenina de Voleibol (1933), teniendo como primer presidente a Marcial Ayaipoma Vidalón.

## Especialidades deportivas
- Voleibol
- Vóley playa

## Competiciones
Este organismo federativo, también es el encargado de organizar las principales competiciones de voleibol entre clubes:
- Categoría masculina:
  - Liga Nacional Superior de Voleibol Masculino del Perú

- Categoría femenina:
  - Liga Nacional Superior de Vóley Femenino
  - Liga Intermedia de Vóleibol de Perú

## Presidentes
- Marcial Ayaipoma Vidalón (1942-1950)

- Juan Castro
- Luis Linares
- Diana Gonzales (2016-2018)
- Carmen del Pilar Gonzáles López (2018-2020)[3]
- Gino Vegas Urrutia (Desde el 2021)[4]